# La Avenida
La Avenida es la principal artería de Melilla. Está emplazada en el Barrio Héroes de España, antiguo de Reina Victoria, en el distrito 2, en la zona norte de Melilla. Comienza en la plaza del Comandante Benítez y termina en la plaza de España.

## Historia
En un principio se llamó la carretera del Polígono, por conducir desde la puerta de Santa Bárbara, hoy plaza de España hasta el barrio del Polígono Excepcional, más tarde calle Chacel y más tarde avenida Alfonso XIII, avenida de La República, avenida de los Héroes del 17 de julio y avenida del Generalísimo, hasta que hoy se denomina oficialmente avenida Juan Carlos I Rey.
A mediados de los setenta, siendo alcalde Francisco Mir Berlanga, se pavimentó por trescientas mil pesetas con mármol.
Entre el 12 de septiembre y el 10 de diciembre de 1994, fecha en que se inauguró por el alcalde Ignacio Velázquez, fue remodelada por Dragados, cambiándose su pavimento e instalándose farolas isabelinas.

## Descripción
Bajo ella se encuentra el Colector General, una alcantarilla que recogía las aguas pluviales del Barrio del Polígono, pasando por la actual calle José García Cabrelles antes de continuar por La Avenida y terminar en el mar.
Casi todos los inmuebles de ella fueron levantados entre 1908 y 1915 en estilos arquitectónicos como el clasismo y el eclecticismo, si bien sufrieron modifiones y reformas que los transformaron en modernistas y art decó.
Destacan de ellos:
Economato Militar
Grandes Almacenes La Reconquista
Casa La Pilarica
Casa de Félix Saénz
Edificio Metropol